# Fetitxisme de l'aïllament total

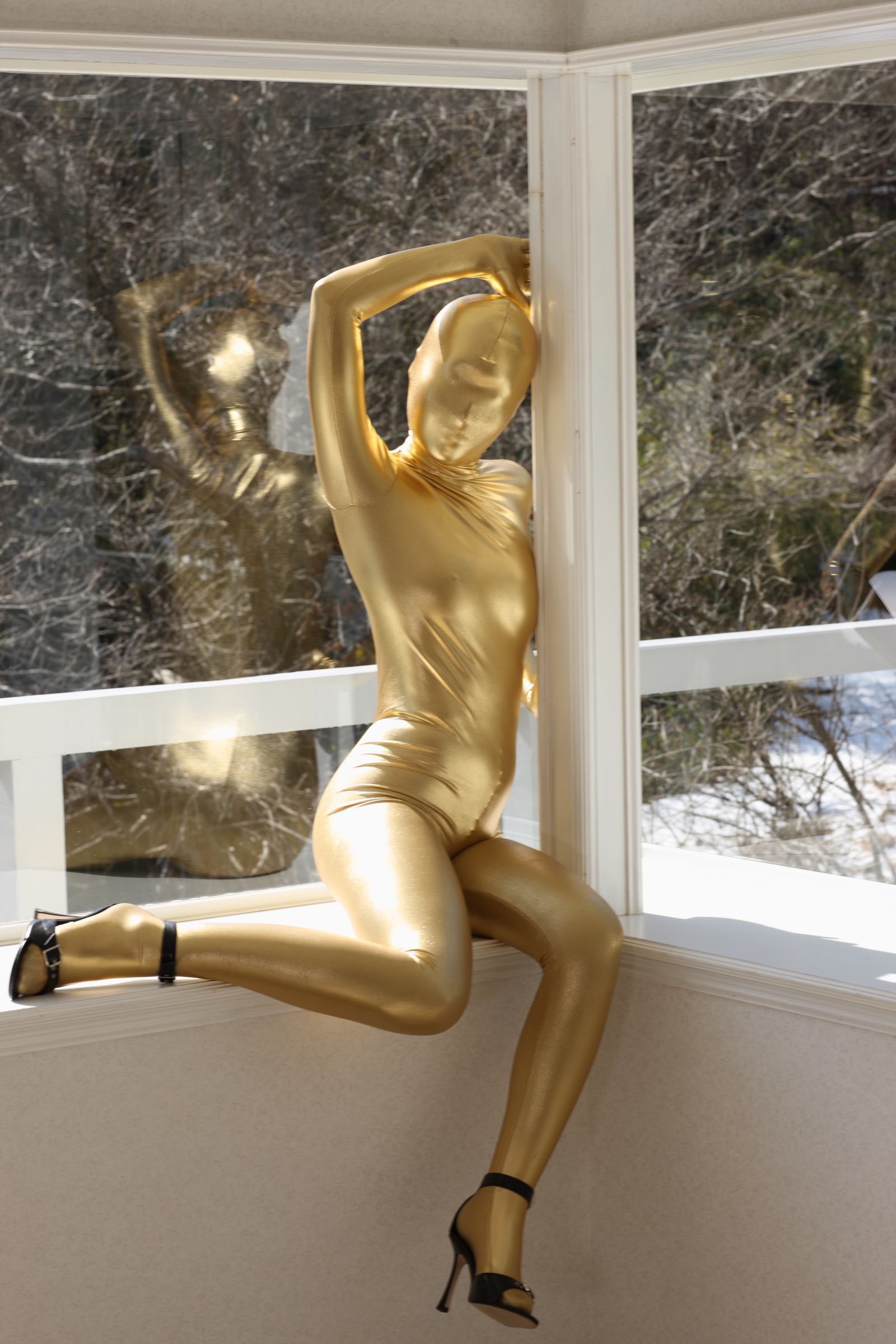
Persona practicant zentai amb un catsuit d'Spandex daurat.

El fetitxisme de l'aïllament total (o Total enclosure, en anglès) és un tipus de fetitxisme sexual en el qual les persones que el practiquen aconsegueixen plaer sexual a través de crear una situació i/o sensació de separació del propi cos vers l'entorn. A diferència d'altres fetitxismes, en què el fetitxe pot ser usat en terceres persones, en el cas del fetitxisme de l'aïllament total es viu sempre en el propi cos de qui ho practica.

## Leit motiv
Malgrat la variabilitat individual que existeix pel que fa a la motivació de base, el plaer de saber-se aïllat de l'entorn es relaciona amb una recerca de seguretat enfront d'un ambient que es considera simbòlicament perillós. Aquesta consideració de perillositat no té per què ser conscient, i simplement és viscuda com una sensació de benestar indefinida.
Segons la persona que ho visqui, aquesta recerca d'aïllament es pot plasmar en separar-se visualment de l'entorn, amagant la pròpia imatge sota una roba homogenitzadora com poden ser els catsuits de zentai, generalment de Spandex. Aquestes peces, de colors vius, són completament transpirables i permeten la visió a través seu, al mateix temps que esborren completament els trets individuals de qui els vesteix.
En altres casos, la recerca d'aïllament va més enllà i necessita superar la porositat de l'Spandex. En aquests casos, es recorre a materials més estancs com ara la roba de làtex o neoprè. En no ser porosa, la roba de làtex obliga a qui l'usa amb la finalitat d'aïllar-se, a garantir obertures per a la visió o, com a mínim la respiració.
Per a les persones que van una mica més enllà en el seu aïllament, aquestes obertures es consideren un atac a l'estanquitat de la situació i miren de corregir-les a través d'usar equips i filtres per a la respiració. És habitual que aquestes persones també incloguin l'aïllament dels diferents orificis corporals usats per a l'activitat sexual (boca, vagina i anus), així com del penis, amb fundes anatòmiques, a fi de poder compaginar aquest fetitxisme amb el coit, el sexe oral i/o la masturbació.
Sigui quina sigui la variant practicada, en tots els casos es comparteix la necessitat que l'aïllament proveït pels diferents elements sigui total, a fi d'aconseguir la sensació de benestar desitjada. Pel que els practicants prendran les mesures necessàries per a assolir aquesta totalitat.

## Pràctiques relacionades
Segons els treballs de Katharine Gates, les persones practicants d'aquest fetitxisme, poden sentir-se atretes també per:
- Petting
- Fetitxisme del làtex, PVC o l'Spandex
- Asfixia autoeròtica
- Ús de caretes antigàs
- Fornifília
- Fetitxisme de les nines